# أبو زبيد الطائي
أبو زبيد حرملة بن المنذر بن معد يكرب بن حنظلة الطائي شاعر مخضرم أدرك الجاهلية والإسلام، ومات على النصرانية ولم يسلم قال ابن قتيبة: «أبو زبيد الطائي هو حرملة بن المنذر من طيئ، وكان جاهلياً قديماً، وأدرك الإسلام، إلا أنه لم يسلم، ومات نصرانياً، وكان من المعمرين، يقال أنه عاش مائة وخمسين سنة وأخواله من بني تغلب». وجعله ابن سلام الجمحي في الطبقة الخامسة من شعراء الإسلام وقال: «كان أبو زبيد الطائي من زوار الملوك ولملوك العجم خاصة وكان عالما بسيرهم».

## نسبه
هو حرملة بن المنذر بن معد يكرب بن حنظلة بن النعمان بن حية بن سعنة بن الحارث بن ربيعة بن مالك بن سكر بن هنيء بن عمرو بن الغوث بن طيئ الطائي ويُكَنى بأبي زُبَيد.